# Benefit Systems
Benefit Systems S.A. ist ein Unternehmen mit Sitz in Warschau, das Arbeitgebern betriebliche Leistungen in den Bereichen Sport, Freizeit, Kultur und Unterhaltung anbietet. Es bietet Angebote im Bereich der Lohnnebenleistungen im Bereich Sport und Freizeit (u. a. MultiSport Card, MultiActive, MultiSport Kids) an und ist auch im Bereich der Verwaltung von Fitnessclubs tätig, die zu den eigenen Netzwerken der Fitnessbranche gehören. Das Unternehmen entwickelt außerdem das Produkt MultiLife, das Zugang zu bestimmten Online-Diensten bietet, (z. B. ein Diätplaner, eine Sprachplattform, ein Achtsamkeitskurs, E-Books, Yogakurse, Beratungen mit Experten für körperliche und geistige Gesundheit o. a.).
Das Sport- und Freizeitprogramm MultiSport bietet Zugang zu 45 Arten von Aktivitäten in 5500 Sport- und Freizeiteinrichtungen in über 800 polnischen Städten.
Neben dem Arbeitgeberprogramm betreibt Benefit 300 eigene Fitnessstudios. Es ist außer in Polen auch in der Tschechischen Republik, der Slowakei und in Bulgarien tätig.
Benefit Systems ist an der Warschauer Börse im polnischen Mittelwerteindex mWIG40 notiert.

## Geschichte
Das Unternehmen wurde im Jahr 2000 gegründet. In ersten Jahren seines Bestehens bot Benefit Systems vor allem Vergünstigungen für Arbeitnehmer im Finanzdienstleistungssektor an. Das Angebot umfasste auch die Bereitstellung von Anreizen im Bereich Sport und Freizeit, stellte jedoch zunächst nur eine Ergänzung zum Hauptprodukt dar. Ab dem Jahr 2003 wird das Multisport-Programm eingeführt. Dieses bietet unbegrenzten Zugang zu Sport- und Freizeiteinrichtungen. Der Börsengang an der Warschauer Börse wird im Jahr 2011 durchgeführt. In den Folgejahren wird die Tätigkeit auf die Tschechische Republik, die Slowakei und Bulgarien ausgedehnt.